# Vincenzo Micheli

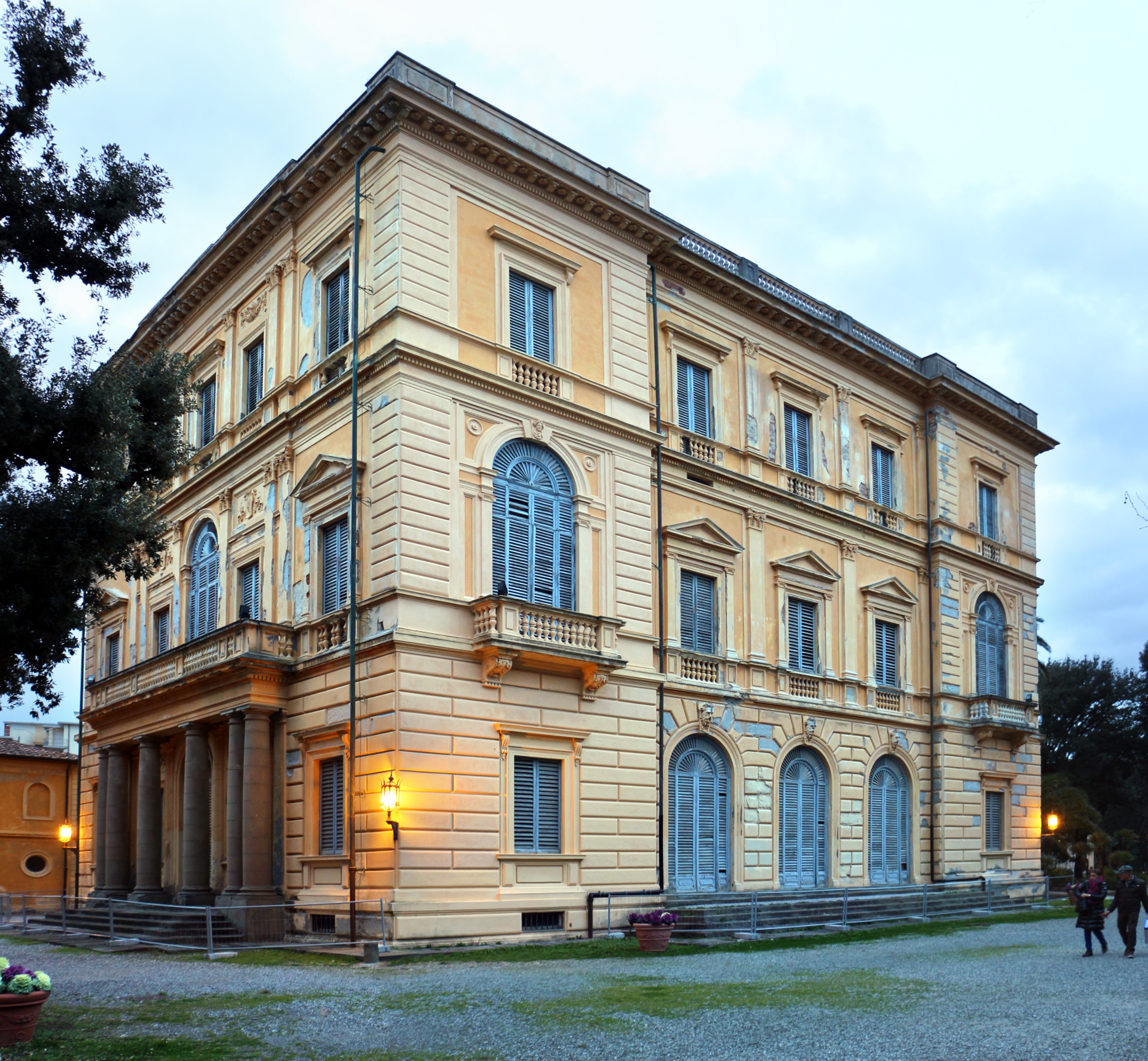
Villa Mimbelli, a Livorno

Vincenzo Micheli (Modena, 8 settembre 1833 – Firenze, 16 settembre 1905) è stato un architetto italiano particolarmente ispirato allo stile seicentesco delle architetture del Palladio e del Sansovino.

## Biografia
Studiò all'Accademia fiorentina di Belle Arti e fu dapprima allievo e successivamente collaboratore di Emilio de Fabris, fino a divenire Direttore dell'istruzione nel 1894.
In qualità di membro di diverse accademie e di Cavaliere del Regno, seguì i lavori delle commissioni per la Mole Antonelliana di Torino e per i concorsi per il palazzo di Giustizia a Roma e per la facciata del Duomo di Arezzo.
Fu particolarmente attivo in Toscana; a Firenze realizzò ad esempio l'ingrandimento del palazzo Corsini al Prato (1860), l'eclettica sinagoga (1874-1882, in collaborazione con Mariano Falcini e Marco Treves), il grande "Arcone" di matrice neoclassica e i porticati di gusto cinquecentesco della risanata piazza della Repubblica, l'ampliamento dell'antico ospedale di Santa Maria Nuova e la neogotica chiesa di San Francesco (1887).
Nel 1871 si occupò del piano regolatore di Pisa e successivamente del teatro Guglielmi a Massa e della facciata neoclassica del Duomo di Pontremoli (1878-1881).
Parallelamente ottenne diverse commissioni dal ricco mercante di marmi Bernardo Fabbricotti per la realizzazione delle proprie diverse dimore a Carrara (villa Fabbricotti alla Padula, 1879), Livorno (villa Fabbricotti, 1881) e nel 1864 a Firenze, allora capitale d'Italia, (villa Fabbricotti in Firenze).
A Scandicci costruì il teatro Alessandro Manzoni (oggi cinema Cabiria), in piazza Piave, che fu inaugurato nel 1878.
Sempre a Livorno, tra il 1865 ed il 1875, edificò la villa Mimbelli, mentre a Pisa lavorò alla chiesa di Santa Maria della Spina (quando fu deciso di ricostruirla per metterla al riparo dalle infiltrazioni del vicino fiume Arno) e al ponte Solferino.
Suo figlio, Alberto Micheli Pellegrini, fu un apprezzato pittore ritrattista e paesaggista.

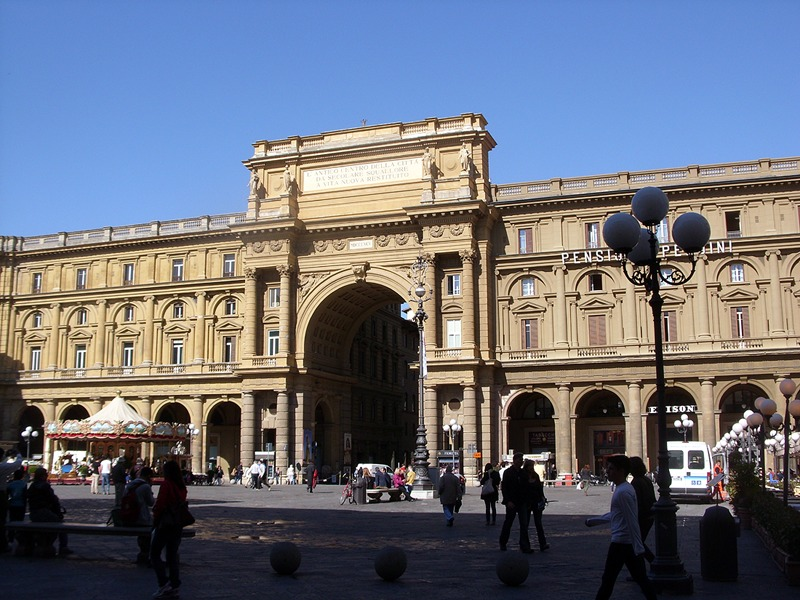
Piazza della Repubblica a Firenze
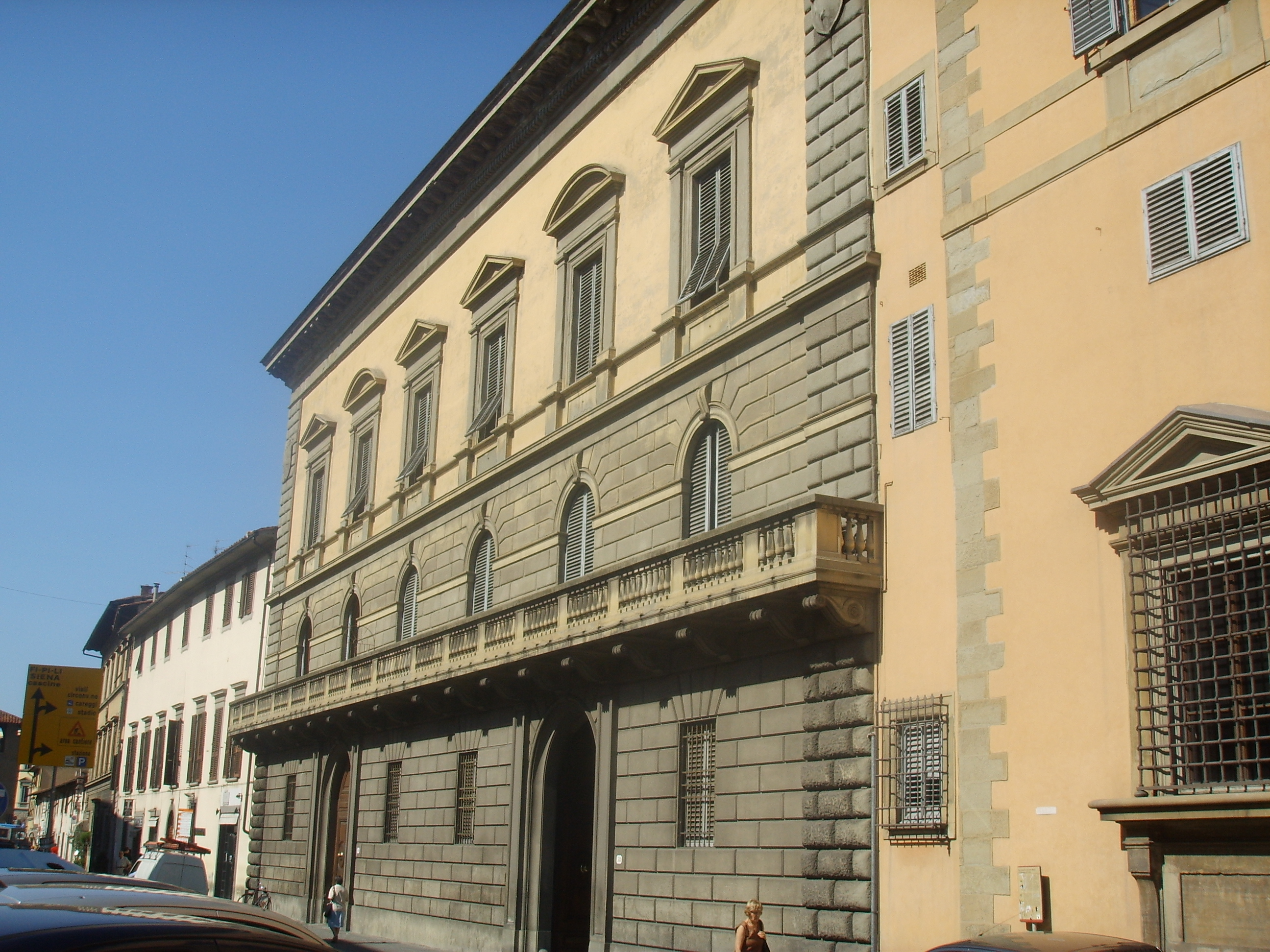
Palazzo Corsini al Prato, Firenze
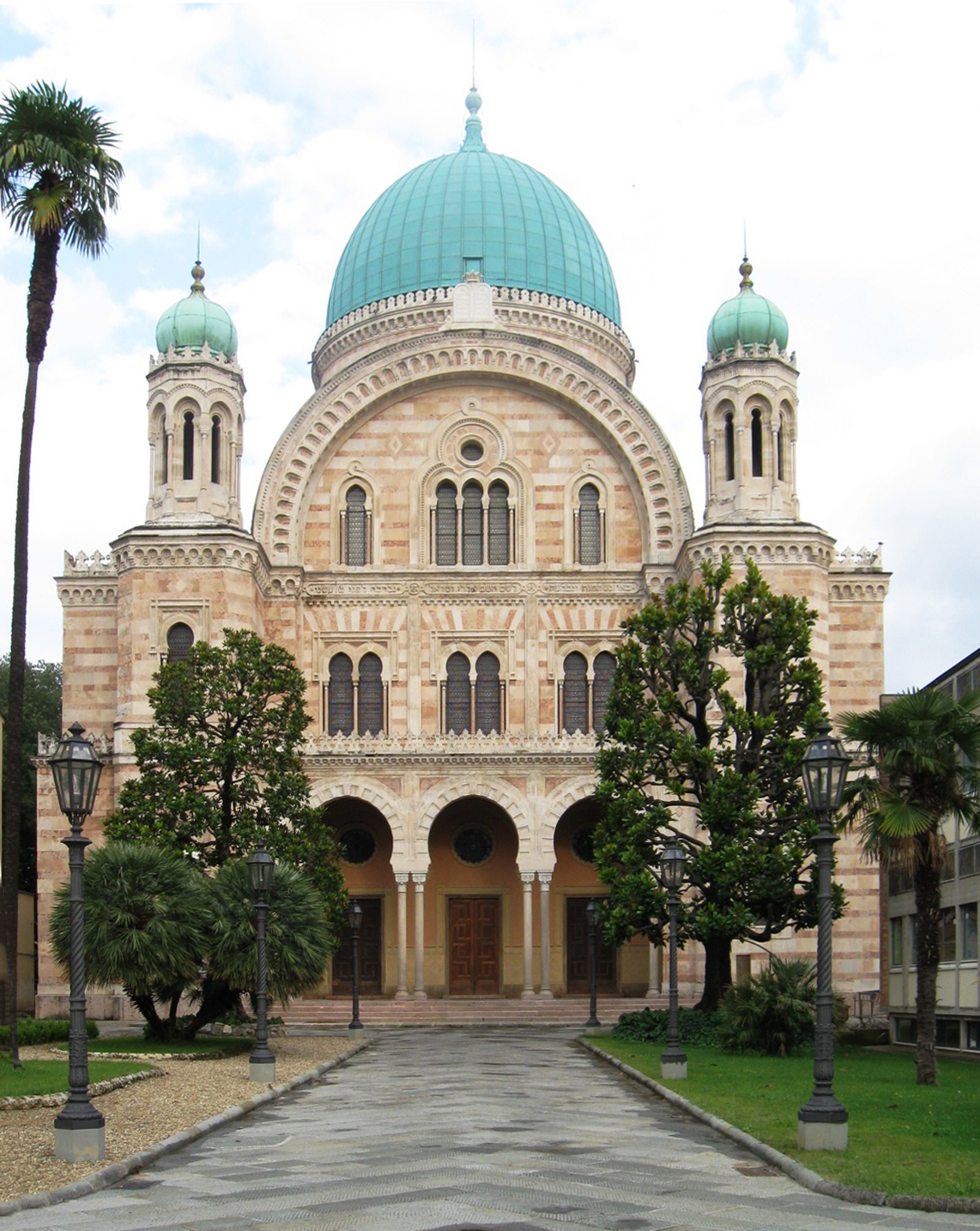
Sinagoga di Firenze
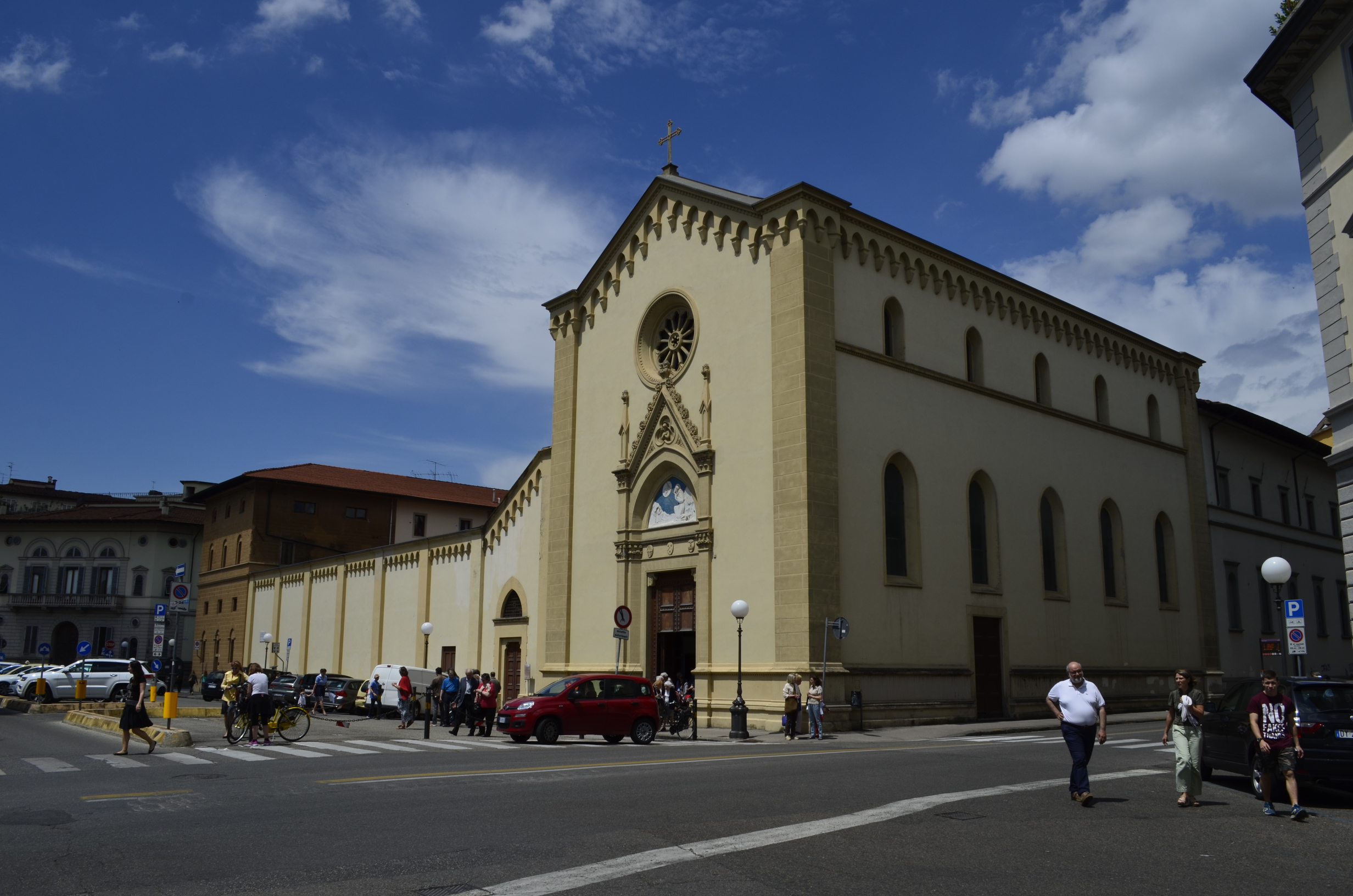
Chiesa di San Francesco, Firenze